# Вольфсталь
Вольфсталь (нем. Wolfsthal) — коммуна (нем. Gemeinde) в Австрии, в федеральной земле Нижняя Австрия. 
Входит в состав округа Брук-на-Лайте.  Население составляет 733 человека (на 31 декабря 2005 года). Занимает площадь 21,77 км². Официальный код  —  3 07 28.

## Политическая ситуация
Бургомистр коммуны — Герхард Шёдингер (АНП) по результатам выборов 2005 года.
Совет представителей коммуны (нем. Gemeinderat) состоит из 15 мест.
- СДПА занимает 7 мест.
- АНП занимает 6 мест.
- Партия Wolfsthals initiativer Ring занимает 2 места.